# Susan Kohner
Susan Kohner (født 11. november 1936) er en amerikansk tv- og filmskuespiller. Hun er bedst kendt for sin rolle som Sarah Jane i Lad andre kun dømme (1959), som hun blev nomineret til en Oscar og vandt en Golden Globe-pris. Hun spillede en mulatkvinde der "passerede" for hvid som ung voksen.
Efter Kohner giftede sig med herretøjsdesigner og forfatter John Weitz i 1964, trak hun sig fra at spille for at afsætte tid til sin familie. Hendes to sønner, Chris Weitz og Paul Weitz, har begge blevet filminstruktører, manuskriptforfattere, og lejlighedsvis skuespillere.